# Gladewater, Texas
Gladewater là một thành phố thuộc quận Gregg, tiểu bang Texas, Hoa Kỳ. Năm 2010, dân số của xã này là 6441 người.

## Dân số
- Dân số năm 2000: 6078 người.
- Dân số năm 2010: 6441 người.